# Hypocnemis ochrogyna
El hormiguero de Rondonia u hormiguero boliviano (Hypocnemis ochrogyna), es una especie de ave paseriforme de la familia Thamnophilidae perteneciente al género Hypocnemis. Es nativo de la región occidental de la Amazonia. Hasta el año 2007 era considerado una subespecie de Hypocnemis cantator de quien fue separado en conjunto con H. flavescens, H. peruviana, H. subflava y H. striata.

## Distribución y hábitat
Se distribuye en la región amazónica occidental, desde el este de Bolivia (este de Beni, norte de Santa Cruz) y centro sur de la Amazonia brasileña (Rondônia, oeste de Mato Grosso). Está separada de sus congéneres H. peruviana, al oeste, por el río Madeira, y de H. striata, al norte y este, por el río Roosevelt. Posiblemente su zona se sobreponga con H. subflava en el norte de Bolivia, pero esto todavía debe ser confirmado.
Su hábitat es el sotobosque de selvas húmedas tropicales de baja altitud y selvas pantanosas.

## Descripción
Las cinco especies separadas se diferencian muy poco del hormiguero cantarín (Hypocnemis cantator). Mide entre 11 y 12 cm y pesa entre 10 y 14 g. El macho tiene la cabeza negra con estriado y lista superciliar blancos; en general, el dorso es mezclado de negro, parduzco y blanco, las plumas cobertoras de las alas son negras con tres bandas formadas por pintas blancas. Por abajo es de color blanco, los lados escamados de negro, los flancos son rufos. La hembra es como el macho, pero con las bandas de las alas de color pardo amarillento. La hembra de la presente especie se diferencia de la de H. cantator por tener el manto y dorso de color pardo ocráceo pálido en vez de negro estriado de blanco y por los flancos de ambos sexos de rufo más claro. El macho de diferencia de H. striata por tener el manto gris en vez de negro y la hembra por tener el pecho menos estriado y por el manto y dorso de color pardo ocráceo pálido en vez de estriado negro y rufo.

## Estado de conservación
Esta especie ha sido calificada como preocupación menor por la Unión Internacional para la Conservación de la Naturaleza (IUCN). Es bastante común a común y la población, todavía no cuantificada, es considerada estable, en razón de la ausencia de evidencias de decadencia de la misma o de cualquier otra amenaza.

## Comportamiento
Es similar a todos los otros miembros del «complejo cantator». Forrajea en pareja en el sotobosque, a veces más alto, prefiere enmarañados densos y bambuzales (cuando los hay). Sabe acompañar pequeñas bandadas mixtas de alimentación, pero generalmente se mueve de forma independiente.

### Alimentación
Su dieta consiste en insectos y arañas.

### Vocalización
El canto es similar a H. cantator, una serie de notas claras que se vuelven ásperas bastante abruptamente, esta especie se diferencia en el cambio de ritmo y en el perfil de las notas. La diferencia mayor está en el llamado común, que consiste de tres notas o más, la primera de timbre mediano y ligeramente más larga, las otras son arrastradas y descendientes.

## Sistemática

### Descripción original
La especie H. ochrogyna fue descrita inicialmente por el ornitólogo estadounidense John Todd Zimmer en 1932, bajo el nombre científico de subespecie Hypocnemis cantator ochrogyna; localidad tipo «Tapirapoan, Mato Grosso, Brasil.»

### Etimología
El nombre genérico femenino «Hypocnemis» se compone de las palabras del griego «hupo» que significa ‘de alguna forma’ y «knēmis o knēmidos» que se refiere a la armadura que protege la pierna, ‘canillera’; y el nombre de la especie «ochrogyna», se compone de las palabras del  griego «ōkhros» que significa ‘amarillo ocre’  y «gunaikos» que significa ‘hembra, esposa’.

### Taxonomía
Los cinco taxones tradicionalmente considerados como subespecies del denominado «complejo cantator»: flavescens, peruviana, subflava, striata y la presente, fueron elevados a la categoría de especie a partir de los estudios de Isler et al. (2007), que encontraron diferencias significativas de vocalización, pero también de plumaje. El cambio taxonómico fue aprobado por el South American Classification Committee (SACC) en la Propuesta N° 299.
Los estudios de secuenciación del ADN de 63 ejemplares de las 7 especies del género Hypocnemis demostraron que la presente especie es hermana de Hypocnemis rondoni,  y que ambas están hermanadas con H. striata.
Es monotípica.